# 及川完
及川 完（おいかわ まさる/かん、1916年 – 1947年4月10日）は日本の歴史学者。専門は日本経済史。東京商科大学助教授、東亜経済研究所員。

## 略歴
岩手県江刺郡岩谷堂町（現：奥州市）出身。岩手県立盛岡中学校を卒業後、1930年、東京商科大学大学予科に入学。1933年に卒業し、大学学部に入学する。同期入学に大平正芳がいた。村松恒一郎のゼミで学び、1936年3月に学士試験合格。1937年から1939年まで京城高等商業学校助教授 。その後、日本工業倶楽部調査室勤務を経て、1941年に東京商科大学助手に任命される。同大学では、日本経済史担当の後継者として、川上多助の指導を受けていたが、1943年に応召。1944年に助教授に任命されるものの、戦後、ソ連で抑留される。1959年になって、1947年にイルクーツク州チエレンホーヴォ地区ジマ病院で戦病死したことが伝えられた。